# Luftangriffe auf Gotha
Im Zweiten Weltkrieg fanden vom 24. Februar 1944 bis zum 3. April 1945 zahlreiche Luftangriffe auf Gotha durch die 8th Air Force der United States Army Air Forces (USAAF) statt. Sie zerstörten in Gotha die Waggonfabrik Gotha AG (die Kampfflugzeuge, Eisenbahnwaggons und LKW produzierte), Reichsbahnanlagen, Wohn- und Geschäftsviertel und Kulturbauten. 552 (wahrscheinlich mehr) Menschen starben, 330 Häuser mit 775 Wohnungen wurden zerstört und weitere 2.594 Gebäude mit 5.320 Wohnungen beschädigt.

## Angriffsplanungen
In der britischen Liste mit Fisch-Decknamen für Bombardierungsziele in Deutschland war Gotha als „Anchovy“ (Anchovis) vertreten. Luftmarschall Arthur Harris hatte im Sommer 1942 Gotha zusammen mit Eisenach, Erfurt, Jena und Weimar für einen Tausend-Bomber-Angriff vorgesehen. Marschall Charles Portal hatte im November 1942 auch Gotha auf einer Liste mit „Einäscherungsbombardements“ deutscher Städte. Im Januar 1945 befand sich Gotha auf einer aktualisierten Städte-Angriffsliste der alliierten Luftstreitkräfte.

## Die einzelnen Luftangriffe

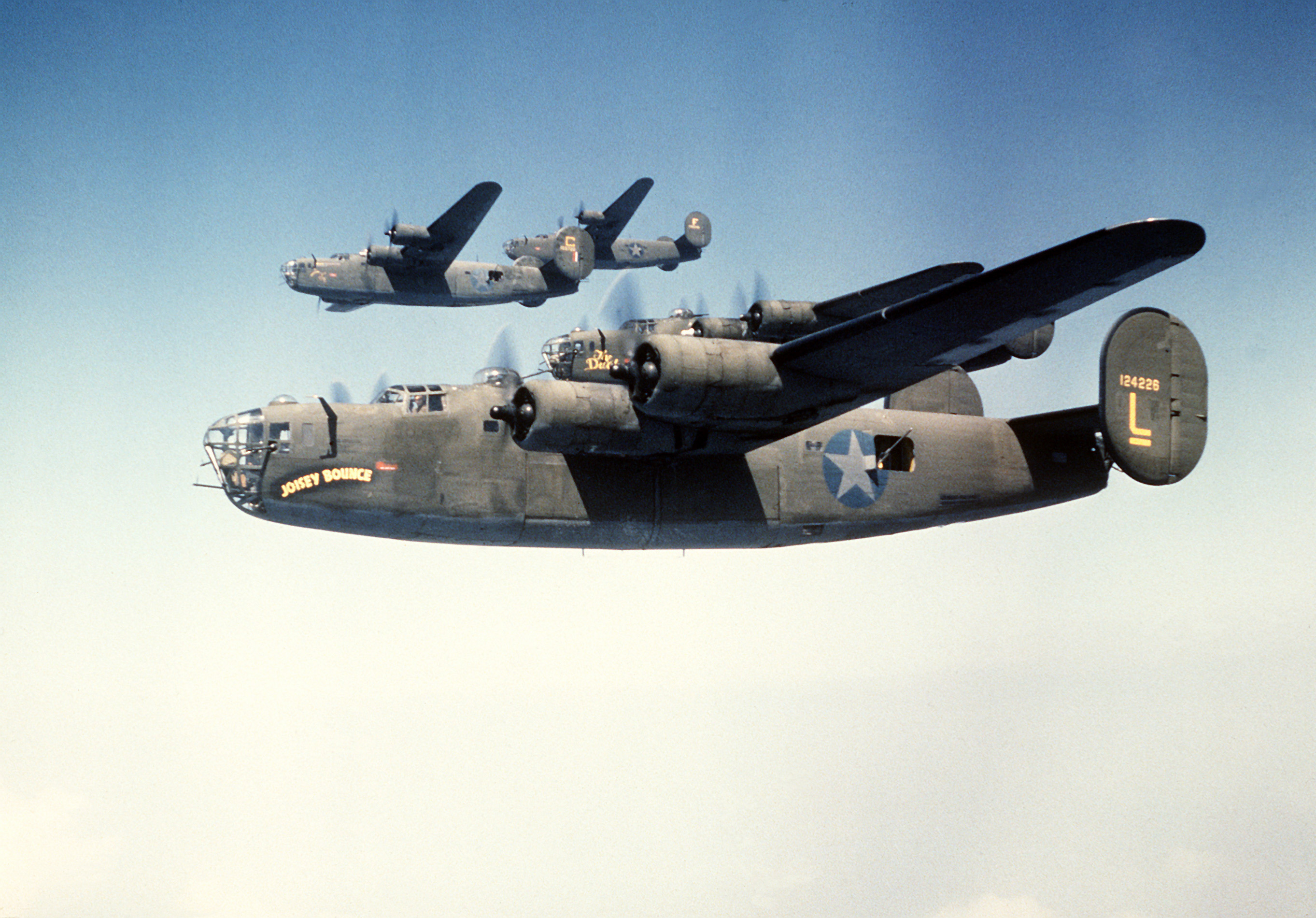
B-24 „Liberator“ der USAAF

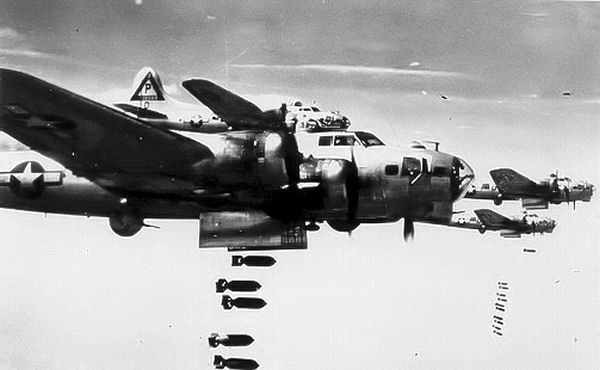
B-17 „Flying Fortress“ der USAAF

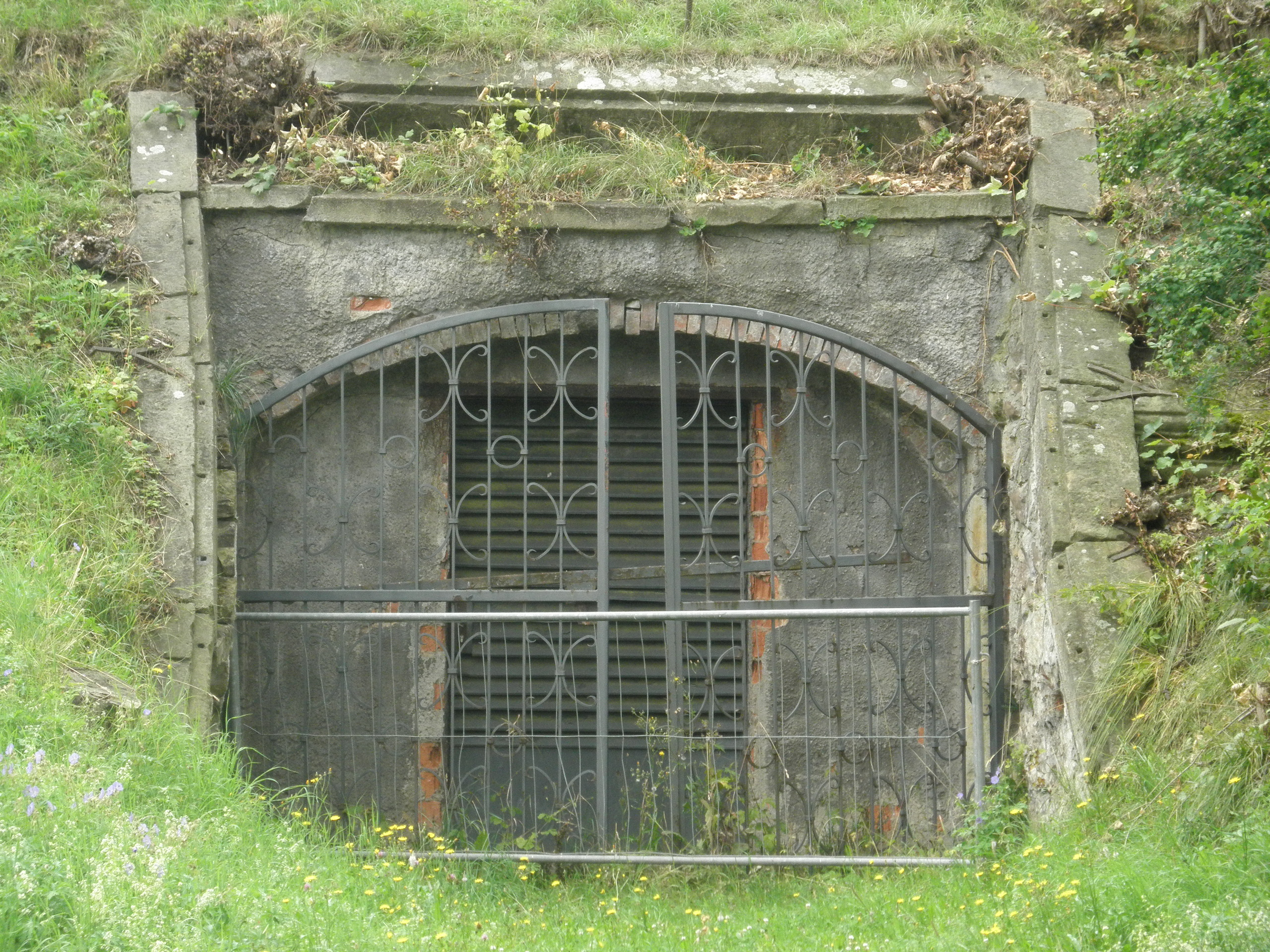
Eingang zu Kasematten des Schlosses (Luftschutzräume im Krieg) (2016)

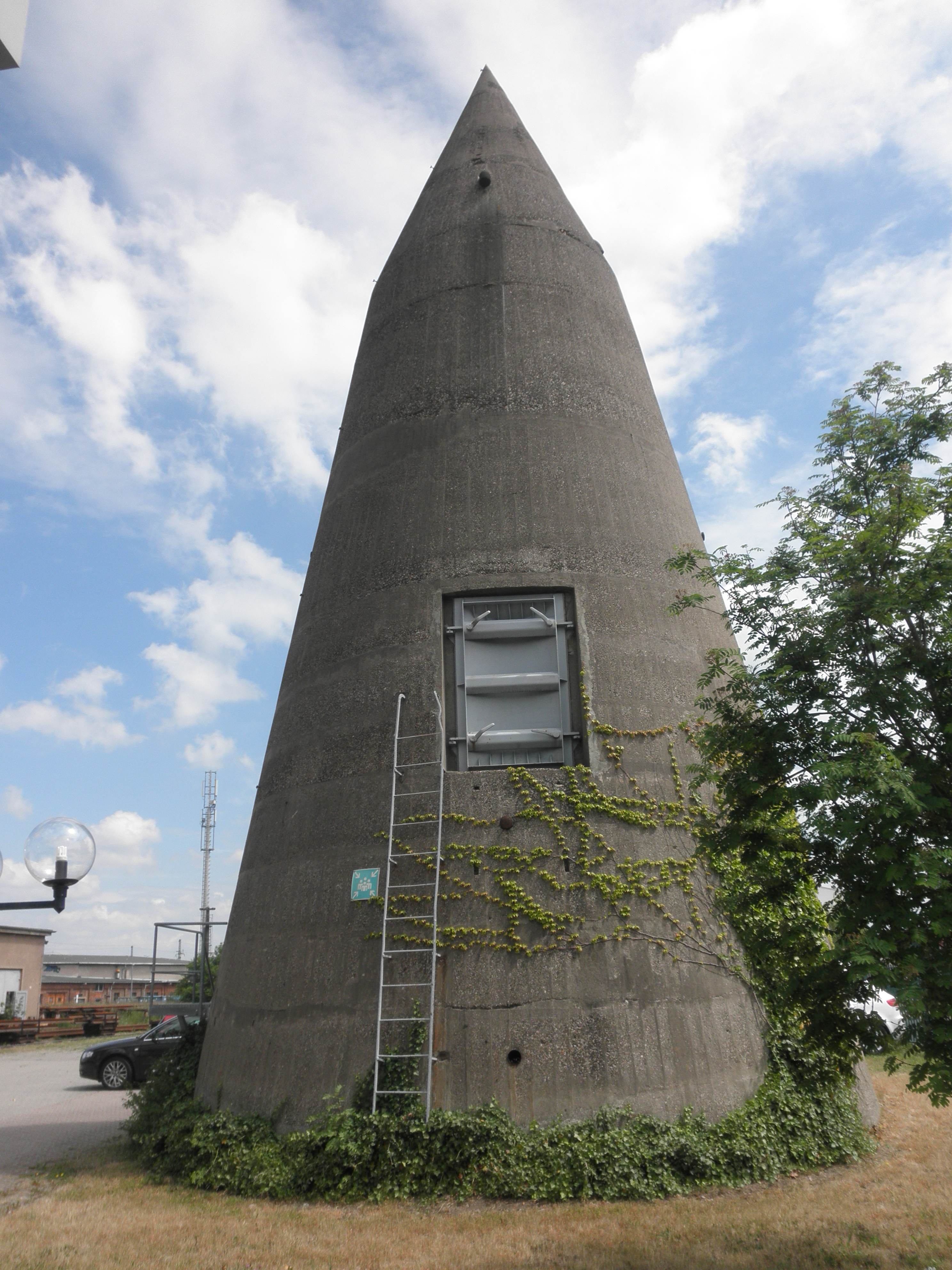
Hochbunker Bauart Leo Winkel in Bahngelände Gotha (2015)

- 24. Februar 1944: Die amerikanische 8th Air Force hatte im Rahmen der Big Week den Auftrag, als Primärziel die Waggon-Werke in Gotha mit ihrer Produktion von Kampfflugzeugen (Bf 110, Me 210, Me 410) zu vernichten. Die Anlage wurde durch schwere, radargesteuerte Flak-Batterien mit 8,8 und 10,5-cm-Kanonen verteidigt. Bei idealen Sichtverhältnissen warfen ab 13.18 Uhr 169 schwere viermotorige B-24 „Liberator“ aus 4.500 Metern Höhe in drei Wellen ihre Bombenlast über der Waggonfabrik und dem Werkflugplatz ab. Von den 456 Tonnen Bomben waren 350 Tonnen hochbrisante H.E.(High Explosive)-Sprengbomben, die Hälfte von ihnen Splitterbomben, und 74 Tonnen Brandbomben. Die Fabrikanlage erlitt erhebliche Zerstörungen, besonders der östliche Teil des Werks mit der Flugzeugproduktion war betroffen. Große Schäden entstanden aber auch im Gärtnerfeld bis zum Krahnberg, es gab viele Fehlwürfe. Von den 8.000 im Dreischicht-System Beschäftigten kamen 79 deutsche und 18 ausländische Arbeiter ums Leben, 117 wurden teils schwer verletzt. Insgesamt forderte der Angriff am 24. Februar in Gotha 232 Opfer.[2] Fertigungshallen mit ihren Werkzeugmaschinen und 40 in Montage befindliche Bf 110 wurden schwer getroffen, Versuchsmuster der Bf 110H vernichtet. Es war „kein tödlicher Schlag“, durch Wiederaufbau und vor allem Verlagerung von Produktionsstätten in kleinere mittel- und westthüringische Orte konnte bereits im März die Fertigung von 50 auf 120 Bf 110 gesteigert werden. Die US-Luftflotte, die am 24. Februar 1944 mit 238 B-24 gegen Gotha und Eisenach im Einsatz war, verlor durch Flak und deutsche Jagdflugzeuge 33 ihrer Maschinen, die Luftwaffe 45.[3]

- 20. Juli 1944: 72 B-24 der 8th Air Force flogen auf die Waggonfabrik Gotha als Primärziel einen Angriff mit 197,3 Tonnen hocheffektiven H.-E.-Bomben. Sie zerstörten erneut wesentliche Teile der Produktionsstätten, nach Schätzung 80 %. Die im westlichen Teil des Werks liegende Fahrzeugfertigung (Eisenbahnwaggons und schwere LKW-Anhänger) wurde völlig ausgeschaltet. Es gab 15 Tote im Werk. Die deutschen Abfangjäger waren an der Invasionsfront in der Normandie eingesetzt, sodass die US-Bomber von Jagdabwehr nichts mehr zu befürchten hatten.[4] Das Gothaer Werk, zusammen mit den ausgelagerten Betriebsteilen, fertigte weiter Messerschmitt-Flugzeuge. Es liefen gleichzeitig die Vorbereitungen auf die Produktionsaufnahme des neuentwickelten Höhenjagdflugzeugs Focke-Wulf Ta 152. Arbeitsmoral und Effektivität im Werk wurden bis zum Schluss als sehr hoch eingeschätzt (Hälbig). Der durch die beiden Angriffe der USAAF im Februar und August 1944 angerichtete Schaden in der Waggonfabrik wurde auf 27,4 Millionen Reichsmark geschätzt (Hälbig).

- 10. November 1944: Es erfolgte ein schwerer Angriff auf die Innenstadt, unter Einsatz von Luftminen. Die Bebauung am Neumarkt erhielt erhebliche Treffer, die Margarethenkirche und das „Hotel zum Propheten“ wurden stark beschädigt.[5] Es gab 52 Todesopfer.[6]

- 11. und 15. November 1944: weitere Bombardements durch die US-Luftwaffe.[7]

- 30. November 1944: An diesem Tag griffen 22 B-17 Bomber der 1st Bombardment Division der 8th Air Force Gotha als Gelegenheitsziel an. Sie warfen insgesamt 52 Tonnen Bomben ab.

- 6. Februar 1945: Im Rahmen von Angriffen auf Verkehrsverbindungen in Thüringen warfen 88 amerikanische B-17 „Flying Fortress“ mit „vollständiger Jäger-Eskorte“, von 11.27 Uhr bis 11.43 (14.43) Uhr, 216,5 Tonnen Bomben (860 × 500 lb G.P.) auf Gotha als Gelegenheitsziel ab. Getroffen wurden besonders das Reichsbahngelände, der Personenbahnhof, das Reichsbahn-Ausbesserungswerk (zu 80 % zerstört) und der angrenzende Innenstadtbereich, das Bahnhofsviertel. Luftbilder der US-Luftaufklärung zeigten eine Konzentration der Bombenkrater nördlich und südlich des Passagierbahnhofs (zu mehr als der Hälfte zerstört) und eine beachtliche Zahl zerstörter oder beschädigter Wohn- und Geschäftsgebäude. Unter den 270 Toten befanden sich besonders viele Frauen und Kinder, Bahnreisende, auch Fremdarbeiter (und deren Familien) aus dem Baltikum, die im Ausbesserungswerk tätig waren.[8] Andere Quellen sprechen von 453 Toten, darunter 58 Zwangs- und Fremdarbeiter und außerdem 183 Bahnreisende (diese sind in der Zahl 270 offenbar nicht enthalten, auf ihren Heimatfriedhöfen beerdigt).[2][9]

- 10. März 1945: Bei diesem amerikanischen Luftangriff wurden „ganze Straßenquartiere zerstört“, so in der Mönchelstraße und der Margarethenstraße.[10]

- 3. April 1945: Bei US-Jagdbomberangriffen an diesem Tag wurden besonders Kulturbauten getroffen (siehe dieser Abschnitt). So brannte durch übergreifendes Feuer das repräsentative Landestheater am Arnoldiplatz vollständig aus.[11]

Am 4. April wurde Gotha kampflos durch US-Truppen besetzt.
Für den Fall der militärischen Verteidigung, die wegen der geringen deutschen Kräfte in Gotha ohnehin illusorisch war, hatten die Alliierten offenbar einen Vernichtungsangriff auf die Stadt vorgesehen. Auf einer Tafel am Schloss Friedenstein, die die geplante Übergabe durch den „Kampfkommandanten“ Gadolla würdigt, heißt es: „Gadollas mutiges Handeln bewahrte tausende Menschen und die Stadt Gotha vor der Vernichtung“.

## Opferzahlen und materielle Verluste
Die Zahl der Toten als Folge der Luftangriffe wird meist mit 552 oder 542 angegeben, ausländische Arbeitskräfte eingeschlossen. Addiert man die Zahlen aus anderer Quelle, so ergeben sich alleine aus drei Angriffen 794 Tote. In den niedrigeren Zahlen sind offenbar die 183 am 6. Februar 1945 umgekommenen Bahnreisenden nicht enthalten. 330 Häuser mit 775 Wohnungen wurden zerstört, weitere 2594 Häuser mit 5320 Wohnungen beschädigt.

## Verluste und Schäden an Kulturbauten
Diese Angaben stammen ganz überwiegend aus dem Standardwerk Götz Eckardt (Hrsg.)Schicksale deutscher Baudenkmale im Zweiten Weltkrieg, darin Rudolf Zießler Gotha. Band 2, S. 486–488.
Zitat: „Die Luftangriffe (auf Gotha) … fügten der Stadt erheblichen Schaden zu“.

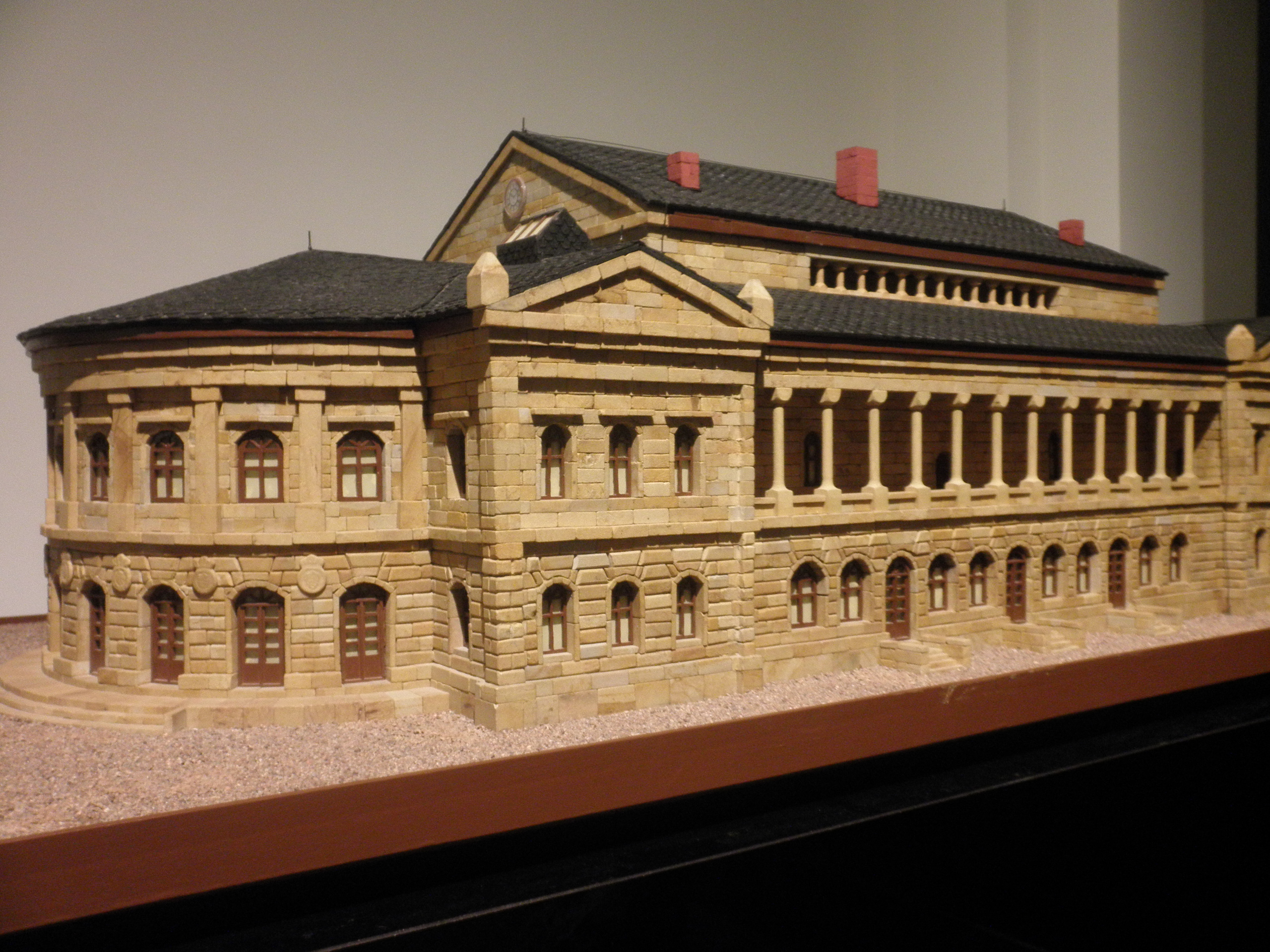
Stadttheater (Modell), ausgebrannt bei Luftangriff am 3. April 1945, in den 1950er Jahren abgerissen

- Die Margarethenkirche wurde am 10. November 1944 stark betroffen, besonders die Dächer von Turm und „Halle“ und die Umfassungsmauern.
- Das Landestheater oder Gothaer Stadttheater, gebaut 1837–1840 nach Entwürfen von Karl Friedrich Schinkel, brannte am 3. April bei Angriffen von Jagdbombern vollständig aus: wohl infolge übergreifendem Brand. Die erhaltenen Umfassungsmauern wurden 1958 abgetragen.
- Die Orangerie Gotha wurde am 24. Februar 1944 von zwei Luftminen betroffen, dabei das südliche Treibhaus im Mittelteil schwer zerstört.
- Das neoklassizistische Empfangsgebäude des Bahnhofs Gotha wurde im Mittelteil und Westflügel durch Bomben am 6. Februar 1945 teilweise zerstört
- Das Haus Friedrich-Jacobs-Straße 2, Fachwerkwohnhaus des ausgehenden 18. Jahrhunderts, wurde am 3. April 1945 durch Bomben zerstört. Reste später beseitigt.
- Das Haus Friedrich-Jacobs-Straße 3, Wohnhaus des Sprachforschers Friedrich Jacobs, mit barockem Rundbogenportal, wurde am 3. April 1945 durch Bomben zerstört. Reste später beseitigt.
- Das Haus Neumarkt 5, klassizistisches Wohnhaus, wurde am 3. April 1945 durch Bomben zerstört. Reste beseitigt.
- Das Haus Neumarkt 6 „Zum Schrapfen“, Bruchsteinbau mit barockem Portal, wurde am 3. April 1945 durch Bomben schwer beschädigt.

Leichtere Schäden erlitten unter anderen:
Die Augustinerkirche, die Friedrichskirche, die katholische Pfarrkirche, die Christkönigskirche, das Schloss Friedenstein (das Hauptportal schwer beschädigt), das Schloss Friedrichsthal, der Parktempel im Schlosspark Gotha, das Haus Königsaal (Brühl), sowie die Häuser Schloßberg 2 und 12.

## Begräbnis- und Gedächtnisstätten
Auf dem Gothaer Friedhof wurden Gräberfelder für Kriegstote angelegt und nach der Wiedervereinigung durch den Volksbund Deutsche Kriegsgräberfürsorge neu gestaltet. Das größte Gräberfeld wird überragt von einem hohen Holzkreuz mit der Inschrift auf einer Metalltafel: „Auf dieser Kriegsgräberstätte ruhen 309 deutsche Soldaten, gestorben im II. Weltkrieg, und 210 zivile Opfer von Bombenangriffen und Kriegseinwirkungen“ (Richtig muss es heißen: gestorben im und nach dem II. Weltkrieg). Daneben befindet sich ein Gräberfeld mit 86 lettischen, aus Liepāja/Libau stammenden Opfern des schweren Bombenangriffs auf Gotha am 6. Februar 1945, darunter Frauen und Kleinkinder. Ein Kreuz trägt die Inschrift: „In ewigem Gedenken an die Kriegsopfer vom 6. Februar 1945 aus Liepaja / Lettland. Ruhet in Frieden. Dusiet Dieva miera.“

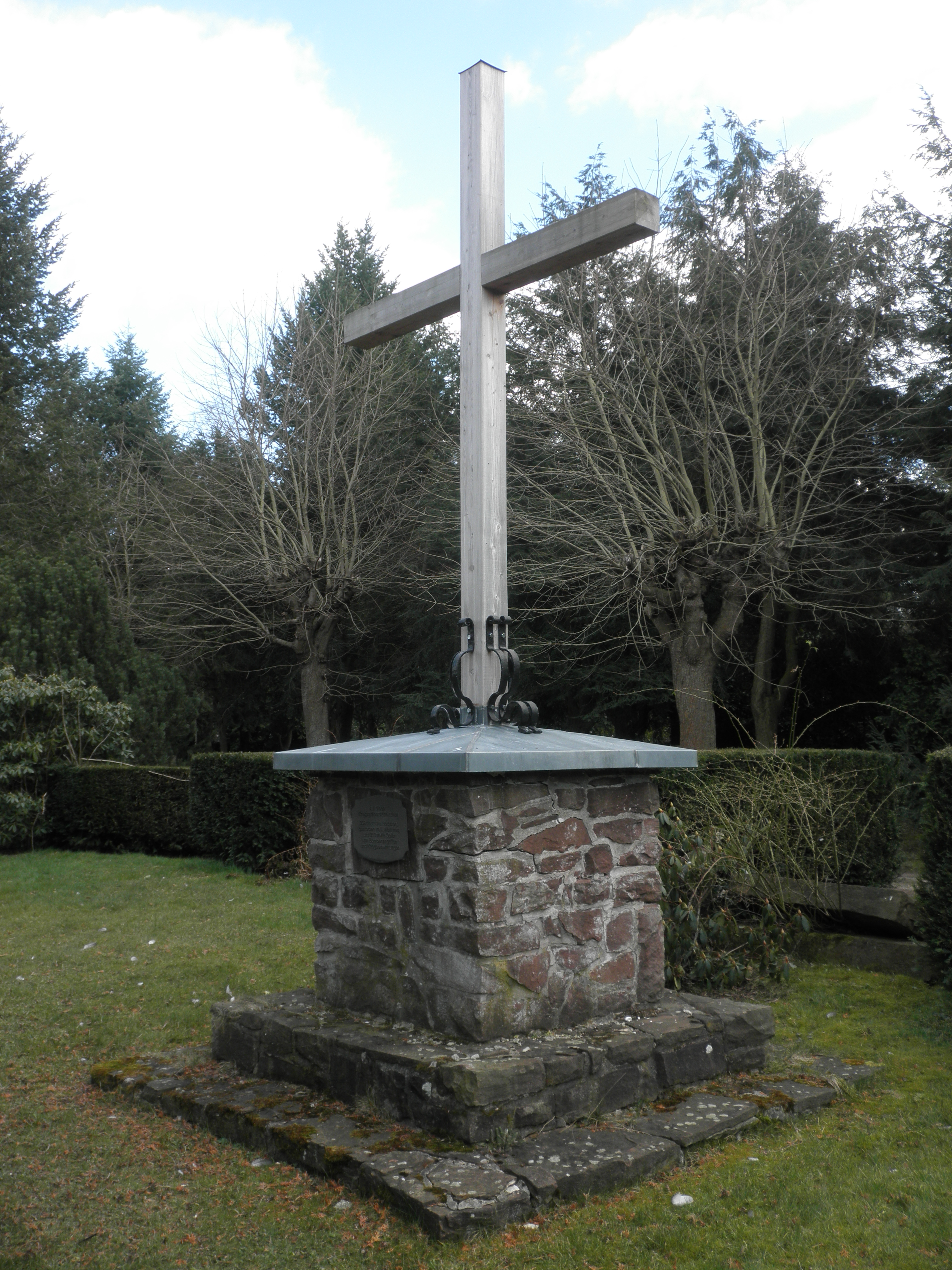
Kreuz über Gräberfeld für Bombenopfer und Soldaten 1945 in Gotha
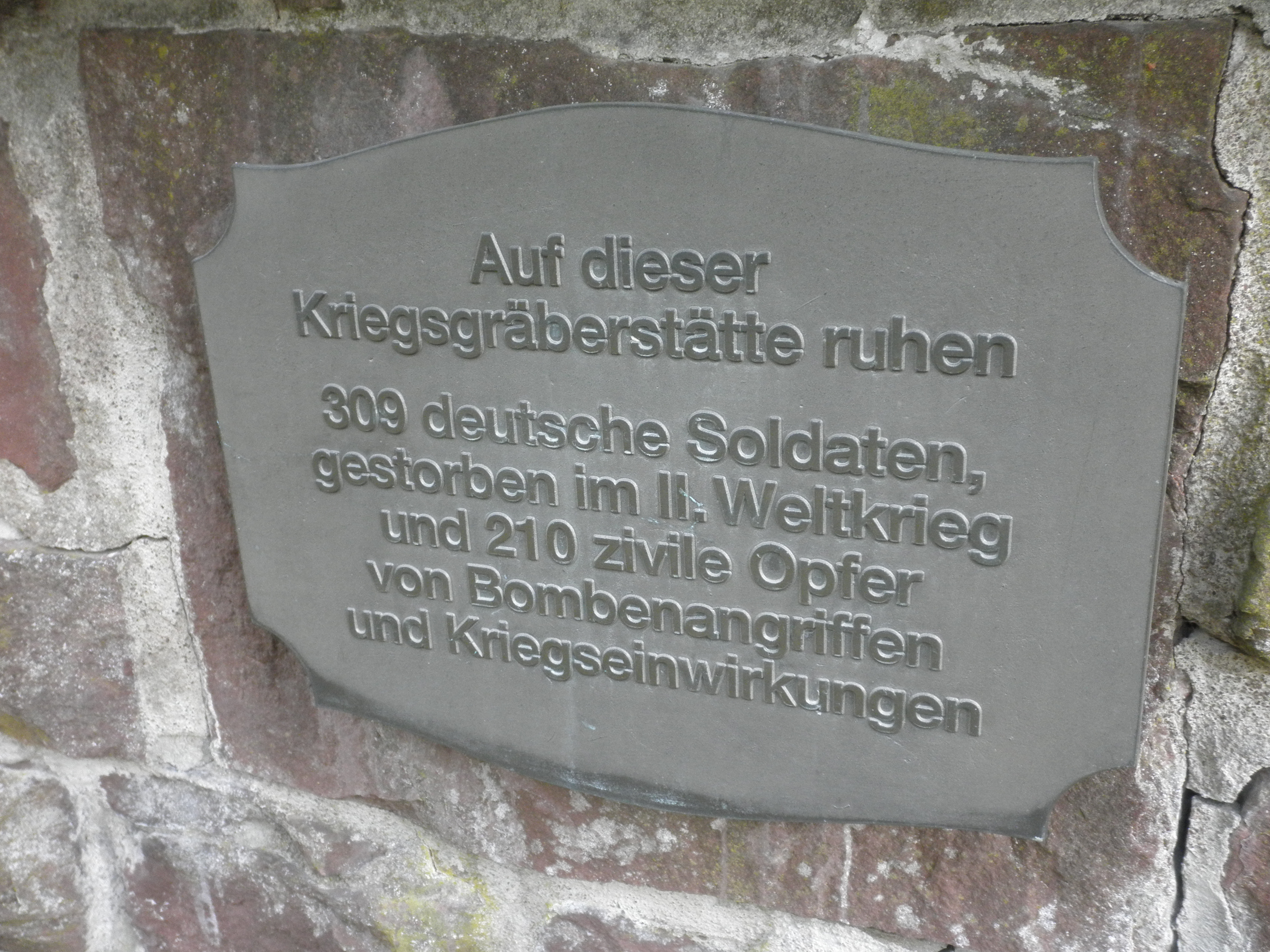
Inschrift an Kreuz auf der Kriegsgräberstätte in Gotha
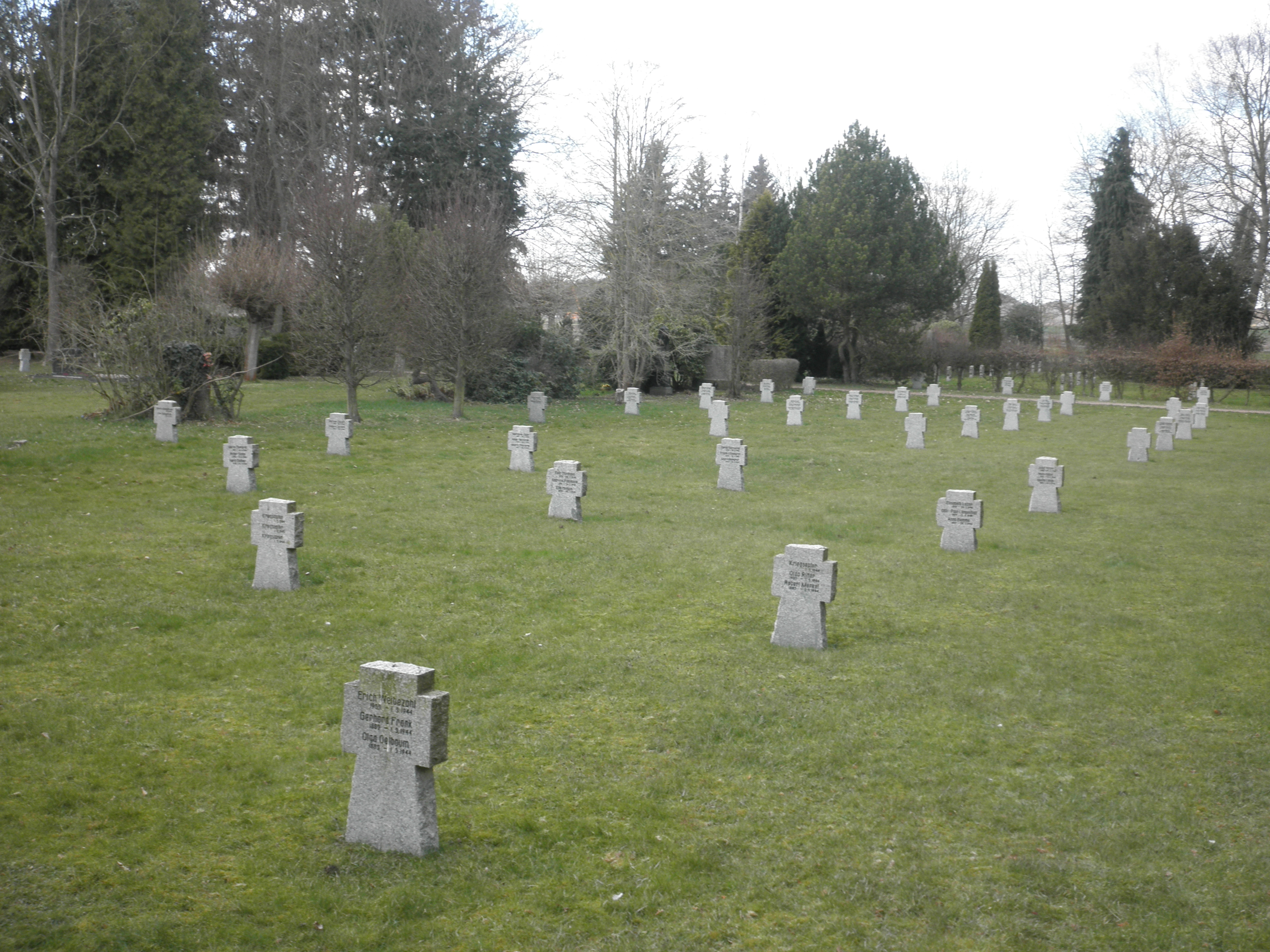
Gräberfeld für über 500 Bombenopfer und Soldaten in Gotha
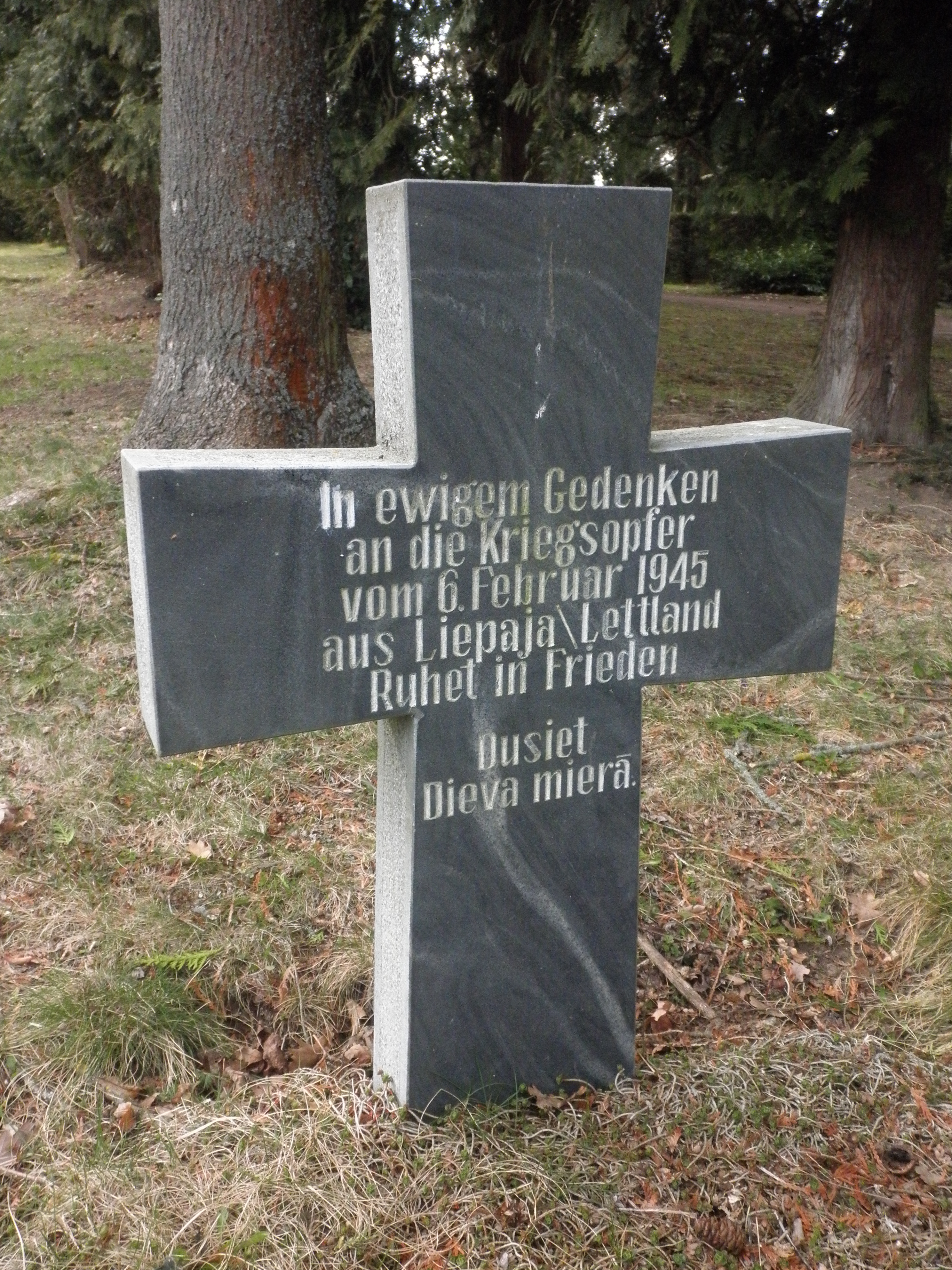
Kreuz für über 90 lettische Bombenopfer 1945 in Gotha